# Antonella Clerici

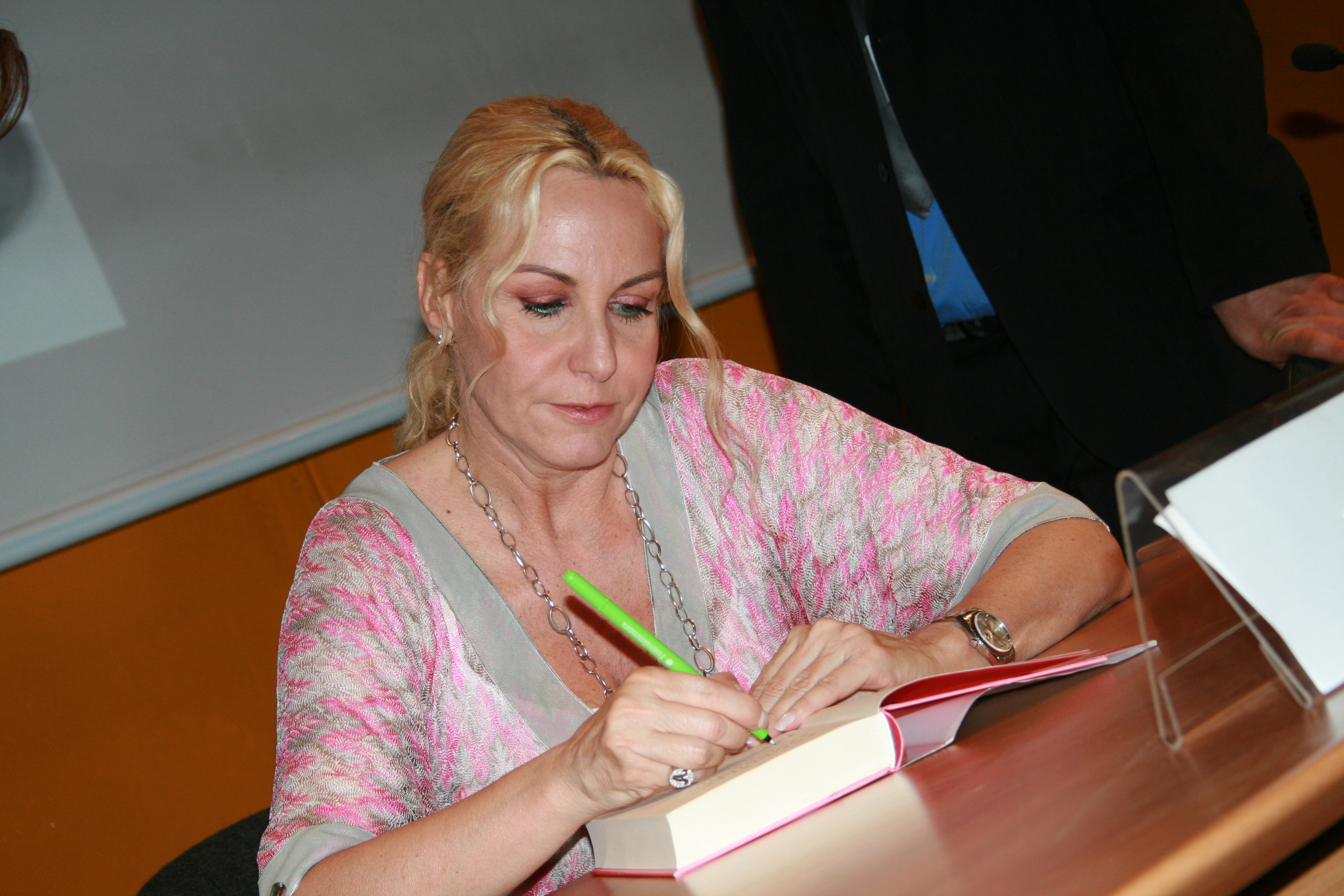
Antonella Clerici (2010)

Antonella Clerici (* 6. Dezember 1963 in Legnano, Lombardei) ist eine italienische Fernsehmoderatorin und Fernsehjournalistin.

## Leben
Ihre Karriere begann sie beim Mailänder Lokalsender Telereporter, wo sie Kinder- und Jugendprogramme moderierte sowie für die Tagesschau als Sportkorrespondentin tätig war. 1986 führte sie, wiederum mit einem Unterhaltungs- und Spielprogramm für Jugendliche, auf Rai Tre ihre erste Sendung beim Staatsfernsehen RAI. Nach einem kurzen Wechsel zum Privatsender Odeon TV kehrte sie zur RAI zurück und führte auf Rai Due während der darauf folgenden zwei Jahre insgesamt 300 Sendungen eines täglich live ausgestrahlten Sportprogramms.
Von 1989 bis 1995 führte sie auf Rai Due die beliebte Sportsendung Dribbling und moderierte deren Spezialausgaben anlässlich der Fußball-Weltmeisterschaften von 1990 in Italien und 1994 in den USA sowie den Olympischen Sommerspielen von 1992 in Barcelona und 1996 in Atlanta vor Ort. Parallel zu ihren Moderationen im Sportbereich führte Antonella Clerici nachmittags auf Rai Due auch eine Talkshow. In der Fernsehsaison 1996/1997 moderierte sie auf Rai Due mit Domenica Sprint ihre vorläufig letzte regelmäßige Sportsendung. Später, zuletzt anlässlich der Fußball-Weltmeisterschaften 2008 in Frankreich, führte sie mehrere Spezialsendungen vor Ort.
Von September 1997 bis Mai 1999 moderierte Antonella Clerici auf Rai Uno die Morningshow Uno Mattina. Ende 1999 wechselte sie kurzzeitig zum Privatkonkurrenten Mediaset, kehrte 2000 jedoch zum Staatssender RAI zurück. Dort übernahm sie auf Rai Uno die beliebte Mittagssendung La prova del cuoco, die sie sieben Jahre lang moderierte. Parallel dazu führte sie ebenfalls auf Rai Uno verschiedene abendliche Unterhaltungs- und Quizsendungen, mit denen sie große Publikumserfolge erreichte.
Einen vorläufigen Höhepunkt ihrer beruflichen Laufbahn erlebte sie im März 2005, als sie zusammen mit Paolo Bonolis die 55. Ausgabe des Sanremo-Festivals moderierte. Danach folgten weitere Unterhaltungs- und Quizsendungen in der Hauptsendezeit auf Rai Uno, unter anderem die erfolgreichen Samstagabendshows Il treno dei desideri und Ti lascio una canzone.
Mit der alleinigen Moderation der 60. Ausgabe des Sanremo-Festivals erreichte Antonella Clerici im Februar 2010 ihren beruflichen Höhepunkt. Die an fünf Abenden auf Rai Uno live ausgestrahlten Sendungen brachten ihr hohe Anerkennung. Mit täglich durchschnittlich rund 11 Millionen Zuschauern und einem Spitzenwert von 15,195 Millionen Zuschauern während der Finalsendung gehört die von ihr moderierte Ausgabe zu den meistverfolgten Ausgaben der vergangenen zehn Jahren.